# Gianni M
Il Gianni M è un aliscafo appartenente alla compagnia di navigazione siciliana Liberty Lines.
Dotato di 350 posti, è l'aliscafo più capiente del mondo.

## Progettazione
Il progetto dell'aliscafo, inizialmente denominato Prototipo HF02 (abbreviazione dall'inglese hydrofoil, aliscafo), è stato realizzato dal "Consorzio di ricerca per l'innovazione tecnologica sicilia trasporti navali, commerciali e da diporto", in collaborazione con il dipartimento di Ingegneria dell'Università di Palermo, l'Università di Messina e l'Istituto di Tecnologie Avanzate per l'Energia (ITAE) del Consiglio Nazionale delle Ricerche e realizzato nei cantieri HSC Shipyard di Trapani.
Oltre alla maggiore capienza (350 passeggeri, invece dei 220 posti standard), l'imbarcazione possiede molte caratteristiche innovative, come l'uso di pannelli fonoassorbenti per abbattere la rumorosità, riduzione del peso dello scafo e un nuovo sistema di ali ad alta efficienza idrodinamica che potranno offrire ai passeggeri un migliore comfort, oltre a minori consumi e maggiore velocità (35 nodi - 65 km/h), pannelli fotovoltaici installati sul ponte per produrre energia elettrica per i servizi di bordo, un nuovo sistema di trasmissione del moto all'elica per ridurre le vibrazioni.
Il costo del progetto è stato di 7.326.351 euro, di cui € 4.816.516,80 finanziati dal Programma operativo nazionale Ricerca e Competitività 2007-2013 dell'Unione europea e del Governo italiano.

## Inaugurazione
L'aliscafo è stato realizzato a Trapani dai cantieri navali della Liberty Shipyard, con un costo di circa sette milioni di euro, dove è stato varato il 24 marzo 2016. È entrato in linea ufficialmente a maggio del 2017 tra Messina e Reggio Calabria per poi subentrare nella linea tra Milazzo e le isole Eolie. Da giugno 2022 opera nella linea Trapani - Pantelleria.